# Gilbert Cassidy Gawing
Gilbert Cassidy Gawing (ur. 3 marca 1977 w Miri, Malezja) – malezyjski piłkarz. Grał on na pozycji pomocnika w klubie Sarawak FA oraz w seniorskiej reprezentacji Malezji.